# El Constitucional (periódico)
El Constitucional fue un periódico que se publicó entre el 4 de febrero y el 7 de abril de 1829 en el Estado Oriental del Uruguay. Tuvo un total de veintiséis números incluido su prospecto (antigua denominación del número cero de un periódico). Su carácter fue principalmente político, literario y mercantil, como indicó el encabezamiento de cada número publicado.

## Orígenes
El encargado de la redacción de esta publicación fue Julián Álvarez (junto a redactores anónimos) y su impresión se llevaba adelante en la Imprenta del Estado. Esta última funcionaba desde 1826 y para el momento de la publicación de El Constitucional se encontraba en el Departamento de Canelones.
El periódico aparece en una coyuntura histórica de importancia para el país ya que se había presentado la primera Carta Constitucional, la cual se aprobaría un poco más de un año más tarde. Esto explica, quizá, que "el Estado Uruguayo se suscribía con 50 ejemplares de todo diario que destinase la mitad de sus página a la divulgación de los principios políticos vigentes en el país", en el marco de un proyecto de impulso a la prensa escrita como símbolo de un país libre.
El Constitucional contaba con 150 suscripciones por parte del Estado, lo cual seguramente influyó en el estilo y tópicos de la publicación.  

## Estilo y tópicos
La línea de este periódico era claramente oficialista, en parte quizás porque dependía económicamente del amparo del Estado. 
Además de los temas que comúnmente ocupaban a la prensa del momento (avisos del día y cuestiones concernientes al mercado en general, etc.), se ocupó de comentarios sobre las reuniones de la Asamblea Constituyente y de la divulgación de otros aconteceres de carácter político, tales como nuevos decretos o resoluciones del Gobierno.
En este periódico, se publicó el 14 de marzo de 1829 (Nº 10) el Proyecto de Constitución para el Estado de Montevideo, que se terminaría firmando el 18 de julio de 1830 como Carta Constitucional o más conocida como la primera Constitución de la actual República Oriental del Uruguay. 
Como encabezado de cada número, la locución latina Quid leges sine moribus! sugería que no existían leyes sin moral. Este pensamiento se tradujo en la fiel defensa que hacía de la prensa como fundamental para un país que se concibe como defensor de la libertad de expresión. Los redactores entendían que debían ser apoyados económicamente por el Estado dada la importancia de la prensa. De hecho, la insistencia sobre este asunto no fue en vano, considerando que el cese de la publicación en abril de 1829 se debió a falta de fondos ocasionada por el descenso a tan solo cincuenta, de las ciento cincuenta suscripciones gubernamentales.

## Recepción
Si bien El Constitucional era originalmente editado e impreso en el Departamento de Canelones (donde se encontraba el Gobierno), se vendía en la plaza de la ciudad de Montevideo. El 10 de marzo de 1829 el periódico pasó a imprimirse en la localidad de La Aguada en Montevideo debido a que el Gobierno se estableció allí.  